# La tristesse est aux femmes
Pour plus de détails, voir Fiche technique et Distribution.
La tristesse est aux femmes (悲しみは女だけに, Kanashimi wa onna dakeni) est un film japonais réalisé par Kaneto Shindō et sorti en 1958.

## Synopsis
Durant l'Ère Taishō, Hideyo revient au Japon pour sauver sa famille de la crise économique, après trente ans passés avec des paysans d'origine japonaise aux États-Unis, ce qui ne manque pas d'éveiller la convoitise de certains.

## Fiche technique
- Titre : La tristesse est aux femmes[1]
- Titre original : 悲しみは女だけに (Kanashimi wa onna dakeni?)
- Réalisation : Kaneto Shindō
- Scénario : Kaneto Shindō
- Photographie : Yoshihisa Nakagawa
- Musique : Akira Ifukube
- Production : Hideo Nagata
- Société de production : Daiei
- Pays d'origine :  Japon
- Langue originale : japonais
- Format : noir et blanc - 1,85:1 - 35 mm
- Genre : drame
- Durée : 90 minutes (métrage : 11 bobines - 2 889 m[2])
- Date de sortie :
  - Japon : 26 février 1958[2]

## Distribution
- Kinuyo Tanaka : Hideyo
- Machiko Kyō : Michiko
- Jūkichi Uno : Kishimoto
- Eiji Funakoshi : Hiroshi
- Reiko Hibiki : Toshi
- Kazuko Ichikawa : Yoshiko
- Naoyasu Itō : Clerk
- Toshiko Kagiyama : Yuri
- Natsuko Kaji : Sakie
- Bontarō Miake (ja) : Yasuzo
- Mitsuko Mito : Harue
- Yūko Mochizuki : Kuniko
- Nobuko Otowa : Taka
- Eitarō Ozawa : Masao
- Haruko Sugimura : Chiyoko
- Taiji Tonoyama : Akamatsu

## Autour du film
Malgré le titre mélodramatique, La tristesse est aux femmes est un film de critique sociale. L'arrivée d'une tante résidant aux États-Unis provoque les consciences des membres d'une famille et va révéler au grand jour leur véritable nature, mensonges et cupidité pour les uns, honte et respect pour les autres.
Kaneto Shindō réalise le portrait de Hideyo, magistralement interprété par Kinuyo Tanaka en prenant pour modèle sa sœur ainé qui a réellement immigré aux États-Unis, où elle s'est installée définitivement.